# Алепо кодекс
Алепо Кодекс (хебр. כתר ארם צובא) манускрипт Књиге Танаха, односно, Старог завета написан 920. н. е. у Тибериасу од стране писара Шломо Бен Буиа.
Кодекс је већ дуго сматра најауторитативнијим документом хебрејског писма, која су преношена са колена на колено. Преостали примери у литератури показују да различити јеврејски научници широм Средњег века користили Алепо кодекс и савремене студије су показале да овај рад је један од најбољих принципа мазоретског текста из преживелих рукописа и садржи веома мали број грешака. Из тих разлога, многи научници верују да је Алепо кодекс најауторитативнији репрезентативни пример мазоретске традиције, упркос чињеници да је већина текста тренутно није доступан.
Недостајуће странице су предмет жестоке полемике. Неки од Јевреја тврде да су странице које недостају спаљене. Ипак, научна анализа није показала знаке ватре у очуваном делу Кодекса.

## Историја
Алепо Кодекс је написан на 920 н. е. од стране писара Шломо Бен Буиа. Око стотину година након писања кодекс је купљен од стране караимске заједнице у Јерусалиму. Већ током Првог крсташког рата, синагога је опљачкан и кодекс украден и однет у Египат, где су Јевреји приморани да плаћају високу цену за своју искупљење. Рукопис је пронађен и смештен у синагоги у Каиру. Један од примерака Кодекса чуван је у Алепу, одакле садашњи назив.
Кодекс је чуван у Сирији око пола миленијума. 1947. године, после одлуке УН да се успостави јеврејска држава Израел на територији Палестине, дошло је побуна и погрома. Током антисемитских погрома у синагоги у Алепу, где је индекс био спаљен, а већина почетка и краја рукописа је уништена. Сам кодекс је нестао, али се поново појавио само 1958. када је тајно смештен у Израелу од стране сиријског Јеврејина Мудада Фахамуа и предат председнику државе Јицак Бен Цвиу. Тада је утврђено да је део кодекса изгубљен. Кодекс се чува у Бен Цвеи Институту Јеврејског универзитета у Јерусалиму.
Јеврејска заједница у Алепу је Кодекс љубоморно чували око шест стотина година у храму са три друга библијска рукописа у посебном орману у подруму синагоге, која је, по свој прилици, била пећина пророка Илије. Кодекс је сматрао најважнијом реликвијом заједнице: људи у невољи су се молили пред њом, пред њом де изговарала заклетва.
Међутим, заједница је ограничавала приступ кодексу странцима, посебно научницима у модерном добу. Током немира против Јевреја и јеврејске имовине у Алепу у децембру 1947., древна синагога је спаљена, а код је оштећен. Не више од 294 од 487 оригиналних страница је сачувано. Неки научници окривљују припаднике јеврејске заједнице да су током погрома, поцепали листове који недостају и да их чувају у приватним колекцијама. Два од несталих листова су се најавили - један 1982. и други 2007. године. У том смислу, вероватноћа да још увек постоје листови који су преживели погром из 1947. године. Заједница Дамаска, има свој "Дамаски кодекс", који је писан у Израелу у десетом веку, која се сада чува у јеврејској Народној универзитетској библиотеци под бројем мс. Јев. 5702.
Године 2007., у Јерусалиму, на скупу у знак сећања на 60. годишњицу масакра у Алепу, научници Института за Јад Бен Цви затражики су да се врате изгубљене странице Кодекса разбацане широм света
Због своје аутентичности и тачности Кодекс алепо се користи за исправљање грешака свих књига Танаха - Старог завета.